# Worthenella cambria
La worthenella (Worthenella cambria) è un organismo estinto di incerta classificazione, vissuto nel Cambriano medio (circa 505 milioni di anni fa). I suoi resti sono stati ritrovati nel ben noto giacimento di Burgess Shales (Canada).

## Descrizione
Descritto per la prima volta da Charles Doolittle Walcott nel 1911, questo organismo poco noto è conosciuto attraverso il fossile di un animale vermiforme, dal corpo allungato e costituito da almeno 46 segmenti. Secondo Walcott, dall'estremità anteriore dell'animale (indicata come una testa) si protendevano corti tentacoli articolati fra loro. I segmenti corporei, invece, portavano una coppia di protuberanze corte e robuste, probabilmente con funzione di arti. I fossili dell'organismo non sembrano aver conservato parti dure.

## Classificazione
La worthenella è uno degli animali più misteriosi del giacimento di Burgess Shales, dal momento che, dopo la descrizione di Walcott, per lungo tempo non è più stato oggetto di un completo studio scientifico. Walcott stesso lo classificò tra gli anellidi policheti, ma è chiaro che la morfologia dell'animale lo pone al di fuori della classe degli anellidi.
Questa interpretazione è stata messa in dubbio (Conway Morris, 1979) e le affinità di Worthenella cambria rimangono difficili da stabilire, anche se parentele sono state proposte con gli artropodi (Briggs e Conway Morris, 1986). Più di recente, la scoperta di altri organismi simili dal Canada ha portato a considerare Worthenella un rappresentante basale dei Megacheira, un gruppo di artropodi basali dotati solitamente di grandi appendici frontali (Legg, 2013).

## Paleobiologia
Dal momento che non si riesce a trovare un'adeguata classificazione sistematica per questo animale, anche lo stile di vita risulta del tutto congetturale: forse la worthenella strisciava sul fondo marino, cibandosi di particelle.